# Jalón de Cameros
Jalón de Cameros es un municipio y localidad española de la comunidad autónoma de La Rioja. El término municipal, ubicado en la cuenca del río Leza, en la comarca del Camero Viejo, tiene una población de 23 habitantes (INE 2024).

## Historia
Hasta la reforma de la nomenclatura municipal de 1916 el municipio se llamaba simplemente Jalón. En dicha fecha su nombre fue modificado por el de Jalón de Cameros.

## Demografía
Cuenta con una población de 23 habitantes (INE 2024).
| Gráfica de evolución demográfica de Jalón de Cameros entre 1842 y 2021 |
| |
| Población de derecho según los censos de población del INE Población de hecho según los censos de población del INEEn estos censos se denominaba Jalón: 1842, 1857, 1860, 1877, 1887, 1897, 1900 y 1910 |

## Administración
| Periodo   | Nombre                   | Partido              |
| --------- | ------------------------ | -------------------- |
| 1979-1983 | César Sáenz Galilea      | UCD                  |
| 1983-1987 | Urbano Arenzana Martínez | PSOE                 |
| 1987-1991 | Arnaldo Lodosa Pascual   | PSOE                 |
| 1991-1995 | Arnaldo Lodosa Pascual   | PSOE                 |
| 1995-1999 | Arnaldo Lodosa Pascual   | PSOE                 |
| 1999-2003 | Arnaldo Lodosa Pascual   | PSOE                 |
| 2003-2007 | Raquel Sáenz Blanco      | PP                   |
| 2007-2011 | Raquel Sáenz Blanco      | PP                   |
| 2011-2015 | Raquel Sáenz Blanco      | PP                   |
| 2015-2019 | Raquel Sáenz Blanco      | PP                   |
| 2019-2023 | Raquel Sáenz Blanco      | PP                   |
| 2023-act. | Raquel Sáenz Blanco      | Independiente (CIJC) |

## Economía

### Evolución de la deuda viva
El concepto de deuda viva contempla sólo las deudas con cajas y bancos relativas a créditos financieros, valores de renta fija y préstamos o créditos transferidos a terceros, excluyéndose, por tanto, la deuda comercial.
| Gráfica de evolución de la deuda viva del ayuntamiento entre 2008 y 2014                             |
| |
| Deuda viva del ayuntamiento en miles de Euros según datos del Ministerio de Hacienda y Ad. Públicas. |

La deuda viva municipal por habitante en 2014 ascendía a 388,89 €.

## Patrimonio

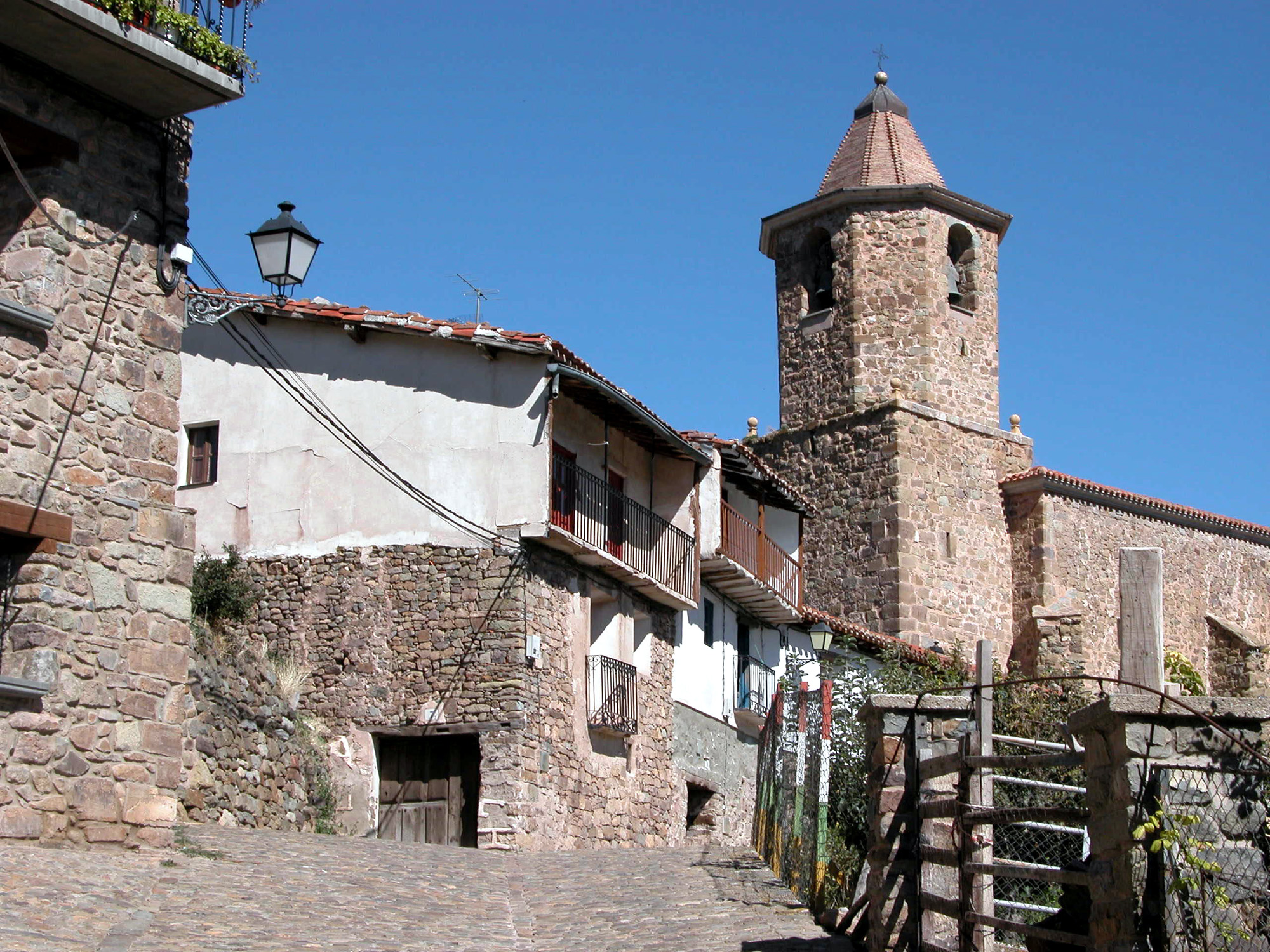
Iglesia de San Miguel

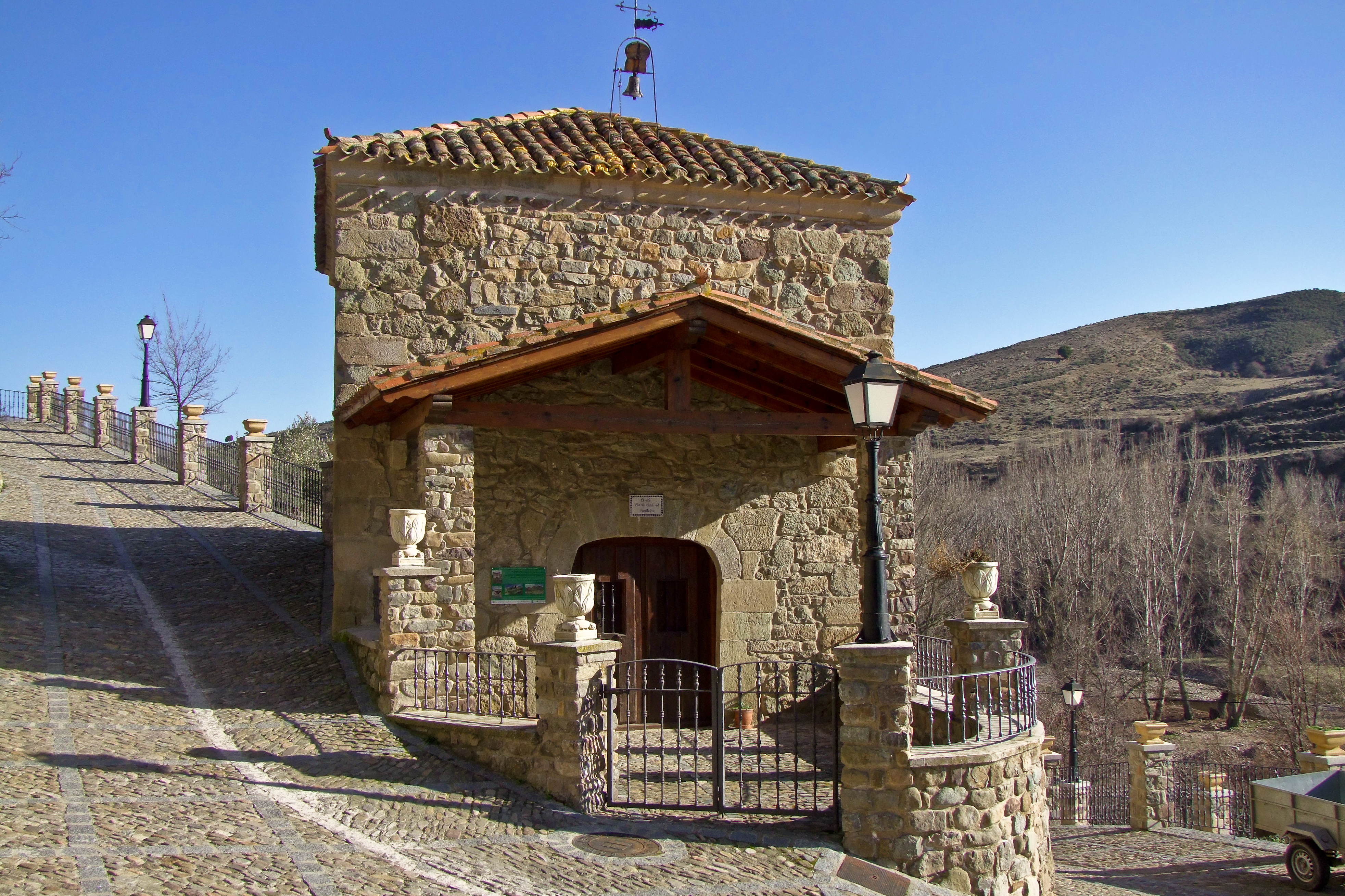
Ermita del Santo Cristo del humilladero.

- Iglesia de San Miguel. De los siglos XVI y XVII.[8]
- Ermita del Santo Cristo del Humilladero.[8]